# Keys (Alicia Keys)
Keys è l'ottavo album in studio della cantautrice statunitense Alicia Keys, pubblicato il 10 dicembre 2021 come ultimo progetto sotto contratto con la RCA Records. Il 12 agosto 2022 è stata pubblicata una riedizione dell'album Keys II.

## Descrizione
L'ottavo progetto discografico della cantante si compone di due parti: la prima denominata Originals, è descritta come «il lato classico e di ritorno alle origini» dell'anima della cantante, mentre il secondo, Unlocked,  «un'esperienza sonora completamente diversa». L'album vede la cantante nelle vesti di produttrice e autrice di tutti e ventisei i brani, con la partecipazione di numerosi autori e produttori, tra cui Mike Will Made It, Kanye West, Sia, Raphael Saadiq, Sade Adu, Natalie Hemby, e la collaborazione vocale di Khalid, Lil Wayne, Pusha T, Swae Lee e Brandi Carlile.

Alicia Keys, intervistata da Entertainment Weekly, ha raccontato:
«Con la pandemia di COVID-19 non mi sentivo affatto creativa. Avevo perso il mio centro e non sapevo davvero come trovare la pace. Così mi sono rimessa in gioco, [...] quando ho iniziato a crearlo, mi sono reso conto che era un ritorno a casa; È così radicato nella composizione e scrittura, un'espressione grezza. Non mi sono preoccupato della produzione. [...] Io e il mio tecnico Ann Mincieli abbiamo iniziato a parlare di questo concetto di questi due mondi, mi ha suggerito di mettermi in contatto con il produttore Mike Will. E quando sono entrato in contatto con Mike Will, le vibrazioni sono state immediate. [...] Ogni canzone ha la sua controparte, il suo universo alternativo, e mi piace il fatto che puoi esplorare quale lato ti piace di più».

## Promozione
Il primo singolo estratto dall'album è stato Lala (Unlocked), che vede la collaborazione di Swae Lee, pubblicato il 9 settembre 2021. Il brano è stato presentato per la prima volta agli MTV Video Music Awards del 2021, in cui la cantante si è esibita con altri successi precedenti. Il 28 ottobre 2021 viene pubblicato il secondo singolo Best of me sia nella versione Originals che Unlocked. Il 10 dicembre 2021, in concomitanza alla pubblicazione dell'album, la cantante si è esibita all'Expo 2020 a Dubai presentando sia brani tratti da Keys che alcuni dei suoi singoli più famosi.
Successivamente ha intrapreso il Alicia + Keys World Tour, una serie di cinquantuno concerti tra Stati Uniti, Canada e in quattordici stati europei, in promozione degli album Alicia e Keys. Il 12 agosto 2022 pubblica una versione deluxe Keys II, con quattro brani inediti, tra cui due remix del brano In Common proveniente dall'album Here del 2016, e il singolo Trillions, pubblicato il 23 agosto successivo.

## Accoglienza
Keys ha ricevuto recensioni generalmente positive dalla critica musicale, ottenendo un punteggio di 65 su 100 nella piattaforma Metacritic. Neil McCormick del Daily Telegraph ha affermato che la sua produzione punta a stili «epici» e a toni «evocativi», mentre Jon Pareles, recensore del The New York Times, ha accolto positivamente l'album per il modo in cui «invita ogni ascoltatore a pensare come un produttore, sentendo le possibilità di timbro, propulsione, peso e contesto per ogni suono, chiarendo al tempo stesso quanto contino queste scelte».
Sheldon Pearce, recensendo l'album per The New Yorker, trova il progetto musicalmente «più definito» del precedente Alicia, scrivendo che il doppio disco da un lato «riporta l'artista alle sue radici jazz e R&B», mentre dall'altro si interfaccia con «arrangiamenti più audaci che gravitano verso il pop». Pearce si sofferma sulle versioni rimaneggiate trovandole come «qualcosa di stimolante e bizzarro» portando come esempio migliore la traccia Is It Insane. Anche Jon Dolan di Rolling Stone riscontra che il suono della cantautrice si sia «leggermente rinnovato» poiché «ha dato prova del suo dono di saper creare ponti tra gli stili e le epoche» divenendo il suo «disco più ambizioso», sottolineando che il lato Originals sia «il più sicuro di sé dei due set» e che le prime sette canzoni sono una «serie di svolte storiche: sono la quintessenza di Keys».
Altri recensori sono stati meno favorevoli. Alexis Petridis, scrivendo per The Guardian, ha trovato Keys privo di canzoni importanti e eccessivamente affidato alla creatività dell'artista, atteggiamento che «può migliorare una canzone, ma non può trasformarla in qualcosa di straordinario». Nick Levine di NME definisce il progetto «un concetto intrigante, ma non un progetto di alto livello», trovando che musicalmente il lato Originals manca di «varietà» e che alcuni testi risultino «banali». Per il lato Unlocked, Levine sottolinea che sebbene abbia una «consistenza maggiore» e che «abbia punti di forza sorprendenti» come i brani Daffodils e Old Memories, esso non risulti essere comunque «abbastanza forte da trasformare questo album in un album di Alicia Keys di alto livello».

## Tracce
CD 1 – Originals
1. Plentiful (Originals) (feat. Pusha T) – 3:08 (Alicia Keys, Dwight Grant, Graham Nash, Kanye West, Kasseem Dean)
2. Skydive (Originals) – 3:04 (Alicia Keys, Raphael Saadiq, Kenton Nix)
3. Best of Me (Originals) – 3:59 (Alicia Keys, Raphael Saadiq, Sade Adu, Andrew Hale, Stuart Matthewman)
4. Dead End Road (Originals) – 3:32 (Alicia Keys, Dean Mclntosh, Fredrik Ball)
5. Is It Insane (Originals) – 6:21 (Alicia Keys)
6. Billions (Originals) – 3:19 (Alicia Keys, Abraham Orellana, AraabMuzik)
7. Love When You Call My Name (Originals) – 3:37 (Alicia Keys, Raphael Saadiq)
8. Only You (Originals) – 3:15 (Alicia Keys, Raphael Saadiq)
9. Daffodis (Originals) – 4:33 (Alicia Keys, Natalie Hemby)
10. Old Memories (Originals) – 2:59 (Alicia Keys, Natalie Hemby)
11. Nat King Cole (Originals) – 3:39 (Alicia Keys, Natalie Hemby, Marquel Middlebrooks, Michael Williams II, Bill Withers)
12. Paper Flowers (Originals) (feat. Brandi Carlile) – 3:24 (Alicia Keys, Brandi Carlile)
13. Like Water (Originals) – 3:57 (Alicia Keys, Sia Furler, Mark Batson)
14. Keys – 1:25 (Alicia Keys)

CD 2 – Unlocked
1. Only You (Unlocked) – 3:11 (Alicia Keys, Raphael Saadiq, Asheton Hogan, Pierre Slaughter, Michael Williams II)
2. Skydive (Unlocked) – 3:03 (Alicia Keys, Raphael Saadiq, Kenton Nix)
3. Best of Me (Unlocked) – 4:31 (Alicia Keys, Raphael Saadiq, Sade Adu, Andrew Hale, Stuart Matthewman)
4. Lala (Unlocked) (feat. Swae Lee) – 3:32 (Alicia Keys, Khalif Brown, Michael Williams II, Darryl Ellis, Paul Richmond, Ruben Locke)
5. Nat King Cole (Unlocked) (feat. Lil Wayne) – 6:21 (Alicia Keys, Dwayne Carter, Natalie Hemby, Marquel Middlebrooks, Michael Williams II, Bill Withers)
6. Is It Insane (Unlocked) – 4:27 (Alicia Keys, Asheton Hogan, Michael Williams II)
7. Come for Me (Unlocked) (feat. Khanlid e Lucky Daye) – 3:29 (Alicia Keys, Khalid Robinson, David Brown, Jermaine Cole Williams, Carter Lang, BJ Burton)
8. Old Memories (Unlocked) – 3:52 (Alicia Keys, Natalie Hemby, Michael Williams II)
9. Dead End Road (Unlocked) – 3:32 (Alicia Keys, Fredrik Ball, Dean McIntosh)
10. Love When You Call My Name (Unlocked) – 3:15 (Alicia Keys, Raphael Saadiq, Michael Williams II)
11. Daffodils (Unlocked) – 3:04 (Alicia Keys, Natalie Hemby, Michael Williams II)
12. Billions (Unlocked) – 3:00 (Alicia Keys, Abraham Orellana, AraabMuzik)

### Deluxe –Keys II
Originals bonus track
1. Stay (feat. Lucky Day) – 3:31 (Alicia Keys, David BrownIlya Salmanzadeh, Robin "Rob Knox" Tadross)
2. In Common (Black Coffee remix) – 4:58 (Alicia Keys, Illangelo, Taylor Parks, Billy Walsh, Black Coffee)

Unlocked bonus track
1. Trillions (feat. Brent Faiyaz) – 2:53 (Alicia Keys, Abraham Orellana, Christopher Wood, Brent Faiyaz e Jordan Ware)
2. In Common (Kaskade remix) – 3:17 (Alicia Keys, Illangelo, Taylor Parks, Billy Walsh, Kaskade)

## Classifiche
| Classifica (2021-22) | Posizione massima |
| -------------------- | ----------------- |
| Belgio (Fiandre)     | 92                |
| Belgio (Fiandre)     | 109               |
| Croazia              | 15                |
| Francia              | 163               |
| Stati Uniti          | 41                |
| Svizzera             | 18                |